# Гранд-Банк
Гранд-Банк (англ. Grand Bank) — містечко в Канаді, у провінції Ньюфаундленд і Лабрадор.

## Населення
За даними перепису 2016 року, містечко нараховувало 2310 осіб, показавши скорочення на 4,3%, порівняно з 2011-м роком. Середня густина населення становила 136,1 осіб/км².
З офіційних мов обидвома одночасно володіли 15 жителів, тільки англійською — 2 235. Усього 15 осіб вважали рідною мовою не одну з офіційних.
Працездатне населення становило 49,6% усього населення, рівень безробіття — 21,2% (22,5% серед чоловіків та 18,8% серед жінок). 94,9% осіб були найманими працівниками, а 3,5% — самозайнятими.
Середній дохід на особу становив $35 848 (медіана $25 152), при цьому для чоловіків — $45 946, а для жінок $26 528 (медіани — $33 813 та $21 504 відповідно).
24,6% мешканців мали закінчену шкільну освіту, не мали закінченої шкільної освіти — 33,6%, 42,1% мали післяшкільну освіту, з яких 16,1% мали диплом бакалавра, або вищий.
| Статево-вікова структура населення | Статево-вікова структура населення | Статево-вікова структура населення | Статево-вікова структура населення | Статево-вікова структура населення |
| ---------------------------------- | ---------------------------------- | ---------------------------------- | ---------------------------------- | ---------------------------------- |
|                                    |                                    |                                    |                                    |                                    |
| Всього                             | Всього                             | 47,2%52,8%                         |                                    |                                    |
| 0 — 14 років                       | 0 — 14 років                       |                                    | 10%                                | 10%                                |
| 15 — 64 років                      | 15 — 64 років                      |                                    | 58,7%                              | 58,7%                              |
| 65 і більше                        | 65 і більше                        |                                    | 31,4%                              | 31,4%                              |
| 85 і більше                        | 85 і більше                        |                                    | 5%                                 | 5%                                 |
| 100 і більше                       | 100 і більше                       |                                    | 0,2%                               | 0,2%                               |
| Середній вік (років)               | Середній вік (років)               | 50,451,4                           | 50,9                               | 50,9                               |
| Медіана (років)                    | Медіана (років)                    | 55,055,5                           | 55,3                               | 55,3                               |
| — чоловіки — жінки                 |                                    |                                    |                                    |                                    |

| Походження мешканців:     | Походження мешканців:     | Походження мешканців: | Походження мешканців: | Походження мешканців: |
| ------------------------- | ------------------------- | --------------------- | --------------------- | --------------------- |
| Походження                |                           |                       | осіб                  | %                     |
| Корінні американці        | Корінні американці        |                       | 30                    | 1.35%                 |
| Інше північноамериканське | Інше північноамериканське |                       | 1 420                 | 64.11%                |
| Європейське               | Європейське               |                       | 995                   | 44.92%                |
| британське                | британське                |                       | 975                   | 44.02%                |
| французьке                | французьке                |                       | 70                    | 3.16%                 |
| Латинськоамериканське     | Латинськоамериканське     |                       | 15                    | 0.68%                 |
| Африканське               | Африканське               |                       | 10                    | 0.45%                 |

| Зайнятість населення за галузями (за класифікацією NOC): | Зайнятість населення за галузями (за класифікацією NOC): | Зайнятість населення за галузями (за класифікацією NOC): | Зайнятість населення за галузями (за класифікацією NOC): | Зайнятість населення за галузями (за класифікацією NOC): |
| -------------------------------------------------------- | -------------------------------------------------------- | -------------------------------------------------------- | -------------------------------------------------------- | -------------------------------------------------------- |
|                                                          |                                                          |                                                          |                                                          |                                                          |
| Управління                                               | Управління                                               |                                                          | 5,1%                                                     | 5,1%                                                     |
| Бізнес, фінанси та адміністрування                       | Бізнес, фінанси та адміністрування                       |                                                          | 9,2%                                                     | 9,2%                                                     |
| Природничі та прикладні науки                            | Природничі та прикладні науки                            |                                                          | 6,2%                                                     | 6,2%                                                     |
| Охорона здоров'я                                         | Охорона здоров'я                                         |                                                          | 6,7%                                                     | 6,7%                                                     |
| Освіта, правозахист, муніципальні та урядові служби      | Освіта, правозахист, муніципальні та урядові служби      |                                                          | 14,4%                                                    | 14,4%                                                    |
| Мистецтво, культура, відпочинок та спорт                 | Мистецтво, культура, відпочинок та спорт                 |                                                          | 1,5%                                                     | 1,5%                                                     |
| Роздрібна торгівля та послуги                            | Роздрібна торгівля та послуги                            |                                                          | 17,9%                                                    | 17,9%                                                    |
| Гуртова торгівля, транспорт та обладнання                | Гуртова торгівля, транспорт та обладнання                |                                                          | 17,9%                                                    | 17,9%                                                    |
| Природні ресурси, сільське господарство                  | Природні ресурси, сільське господарство                  |                                                          | 8,7%                                                     | 8,7%                                                     |
| Виробництво                                              | Виробництво                                              |                                                          | 13,3%                                                    | 13,3%                                                    |

## Клімат
Середня річна температура становить 5,2°C, середня максимальна – 18,5°C, а середня мінімальна – -7,8°C. Середня річна кількість опадів – 1 386 мм.
| Клімат поселення                              | Клімат поселення | Клімат поселення | Клімат поселення | Клімат поселення | Клімат поселення | Клімат поселення | Клімат поселення | Клімат поселення | Клімат поселення | Клімат поселення | Клімат поселення | Клімат поселення | Клімат поселення |
| Показник                                      | Січ.             | Лют.             | Бер.             | Квіт.            | Трав.            | Черв.            | Лип.             | Серп.            | Вер.             | Жовт.            | Лист.            | Груд.            |                  |
| Середній максимум, °C                         | 0,09             | −0,72            | 1,65             | 5,79             | 9,74             | 13,77            | 16,61            | 18,47            | 15,48            | 10,77            | 6,48             | 2,13             |                  |
| Середня температура, °C                       | −3,45            | −4,26            | −1,91            | 2,23             | 6,19             | 10,22            | 13,84            | 15,71            | 12,72            | 8,00             | 3,72             | −0,63            |                  |
| Середній мінімум, °C                          | −7               | −7,82            | −5,47            | −1,32            | 2,64             | 6,68             | 11,09            | 12,96            | 9,98             | 5,25             | 0,96             | −3,39            |                  |
| Норма опадів, мм                              | 130              | 119              | 107              | 101              | 102              | 103              | 89               | 90               | 118              | 136              | 153              | 138              |                  |
| Середньомісячна швидкість вітру, м/с          | 9.18             | 8.48             | 7.88             | 6.80             | 5.70             | 5.10             | 4.87             | 5.10             | 5.97             | 7.04             | 8.06             | 8.87             |                  |
| Середньомісячна сонячна радіація, кДж/м²·день | 3831             | 6622             | 10975            | 14422            | 17885            | 19364            | 18810            | 16257            | 12490            | 7592             | 4336             | 3109             |                  |
| --------------------------------------------- | ---------------- | ---------------- | ---------------- | ---------------- | ---------------- | ---------------- | ---------------- | ---------------- | ---------------- | ---------------- | ---------------- | ---------------- | ---------------- |
| Джерело:                                      |                  |                  |                  |                  |                  |                  |                  |                  |                  |                  |                  |                  |                  |